# W. Thomas West

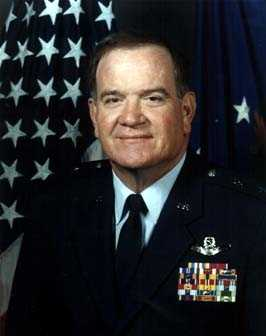
W. Thomas West

Walter Thomas West (* 14. Mai 1943 in Headland, Henry County, Alabama) ist ein pensionierter Generalmajor der United States Air Force. Er war unter anderem Kommandeur der 19. Luftflotte (Nineteenth Air Force).
Über das ROTC-Programm der Florida State University gelangte er im Jahr 1965 in das Offizierskorps der United States Air Force. Dort durchlief er anschließend alle Offiziersränge vom Leutnant bis zum Zwei-Sterne-General.
Im Lauf seiner militärischen Karriere absolvierte er verschiedene Kurse und Schulungen. Dazu gehörten unter anderem eine Ausbildung zum Kampfpiloten und weitere Fortbildungskurse als Pilot neuer Flugzeugtypen; die Squadron Officer School auf der Maxwell Air Force Base in Alabama; das Air Command and Staff College, ebenfalls auf der Maxwell AFB, und das National War College in Fort Lesley J. McNair in Washington, D.C. Außerdem erhielt er einen akademischen Grad von der Troy University.
In seinen frühen Jahren als Offizier der Luftwaffe war er auf verschiedenen Stützpunkten stationiert. Dabei war er als Pilot, Flugausbilder oder Stabsoffizier bei unterschiedlichen Einheiten tätig. Dazwischen absolvierte er die erwähnten Schulungen. Als Stabsoffizier war er unter anderem im Hauptquartier der Air Force tätig. Er war auch mehrfach außerhalb der Vereinigten Staaten stationiert. Zwischen Juni 1968 und Juli 1969 war er als Kampfpilot im Vietnamkrieg eingesetzt. Dabei gehörte er zur 510. Kampfstaffel (510th Tactical Fighter Squadron), die auf der Bien Hoa Air Base in Südvietnam stationiert war.
Unmittelbar nach seinem Vietnam-Einsatz wurde West nach England versetzt. Dort war er zwischen Juli 1969 und März 1971 unter anderem als Pilot bei der 77. Kampfstaffel (77th Tactical Fighter Squadron) tätig. Diese war auf der Royal Air Force Station Wethersfield bzw. der Royal Air Force Base Upper Heyford stationiert. In den folgenden Jahren setzte er seine Laufbahn in den Vereinigten Staaten fort, ehe er im November 1976 zur Clark Air Base auf den Philippinen versetzt wurde. Bis zum Januar 1980 war er dort unter anderem Flugkommandeur (flight commander) bei der 3. Taktischen Kampfstaffel (3rd Tactical Fighter Squadron).
Nach zwischenzeitlich anderen Verwendungen unter anderem im Hauptquartier der Air Force und seinem im Juni 1986 beendeten Studium am National War College wurde er auf die Hill Air Force Base in Utah versetzt. Dort war er bis zum August 1987 stellvertretender Kommandeur des 388. Kampfgeschwaders (388th Tactical Fighter Wing). Anschließend erhielt er auf der Luke Air Force Base in Arizona das Kommando über das 58. Kampfgeschwader (58th Tactical Fighter Wing), das er bis zum April 1988 innehatte. Es folgte eine Versetzung zur Homestead Air Force Base in Florida. Zwischen April 1988 und Mai 1990 kommandierte er dort das 31. Kampfgeschwader.
Wests nächste Mission führte ihn auf die Nellis Air Force Base in Nevada. Bis zum November 1991 hatte er dort den Oberbefehl über das 57. Geschwader (57th Fighter Weapons Wing). Sein nächster Auftrag führte ihn zum Camp H. M. Smith in Hawaii. Dort gehörte er zwischen November 1991 und Oktober 1993 der Stabsabteilung für Operationen im Hauptquartier des United States Pacific Commands an. Danach gehörte er bis zum November 1995 erneut dem Stab des Hauptquartiers der Air Force an.
Am 15. November 1995 übernahm Walter West als Nachfolger von Nicholas B. Kehoe auf der Randolph Air Force Base in Texas das Kommando über die 19. Luftflotte. Dieses Amt bekleidete er bis zum 21. April 1997, als er von Kurt B. Anderson abgelöst wurde. Am 1. Mai 1997 schied er aus dem aktiven Militärdienst aus.
Während seiner aktiven Zeit als Militärpilot absolvierte er über 3500 Flugstunden auf verschiedenen Flugzeugtypen.

## Daten der Beförderungen
| Abzeichen | Rang               | Jahr              |
| --------- | ------------------ | ----------------- |
|           | Second Lieutenant  | 12. August 1965   |
|           | First Lieutenant   | 12. August 1967   |
|           | Captain            | 12. Februar 1969  |
|           | Major              | 1. Juni 1976      |
|           | Lieutenant Colonel | 1. September 1980 |
|           | Colonel            | 1. August 1985    |
|           | Brigadier General  | 1. März 1991      |
|           | Major General      | 1. August 1993    |

## Orden und Auszeichnungen
Walter West erhielt im Lauf seiner militärischen Laufbahn unter anderem folgende Auszeichnungen:
- Defense Superior Service Medal
- Legion of Merit
- Distinguished Flying Cross
- Meritorious Service Medal
- Air Medal
- Air Force Commendation Medal
- Presidential Unit Citation
- Vietnam Service Medal
- Gallantry Cross (Südvietnam)
- Vietnam Campaign Medal (Südvietnam)